# Ratko Mitrović Beograd
Pour les articles homonymes, voir Ratko et Mitrović.
Ratko Mitrović Beograd (code BELEX : RMBG) est une entreprise serbe qui a son siège social à Belgrade, la capitale de la Serbie. Elle travaille principalement dans le secteur de la construction.

## Histoire

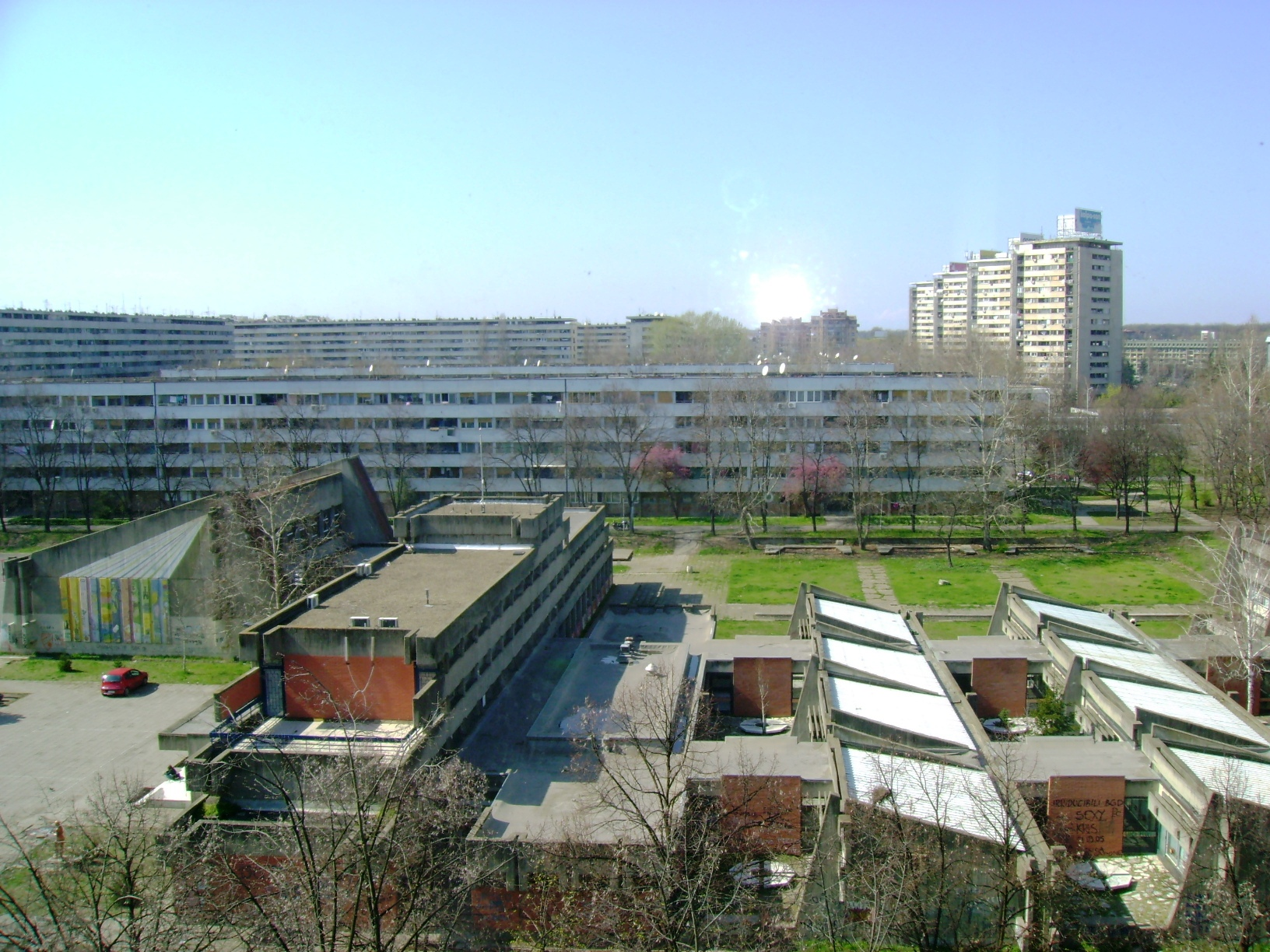
L'école Ratko Mitrović dans le Blok 38 (premier plan)

Ratko Mitrović Beograd a été créée en 1948 ; le nom de la société est un hommage à Ratko Mitrović (1913-1943), héros national de la République fédérative socialiste de Yougoslavie. Elle a construit de nombreux bâtiments dans la municipalité urbaine de Novi Beograd, à Belgrade, dont l'école élémentaire Ratko Mitrovic dans le Blok 38 et, toujours dans le quartier belgradois des Blokovi, des immeubles notamment dans les bloks 23 et 45. Toujours à Belgrade, on lui doit la construction du Centre clinique de Serbie (en serbe : Klinički centar Srbije), en 1978, le plus grand centre hospitalier de la capitale serbe, et celle de l'hôpital militaire, en 1981.
La société a été admise au libre marché de la Bourse de Belgrade le 20 décembre 2004 ; elle en a été exclue le 21 septembre 2012 et a été admise au marché réglementé.

## Activités et réalisations
Ratko Mitrović travaille principalement dans le domaine de la construction et, plus particulièrement, la construction d'immeubles résidentiels et commerciaux. Parmi les réalisations récentes de l'entreprise, on peut citer la tour de télévision du mont Avala (2006), le marché de Zeleni venac (2007), le Centar Milenijum de Vršac ou le nouveau siège de la Radio Télévision de Serbie. Elle a également réalisé des projets en Russie.

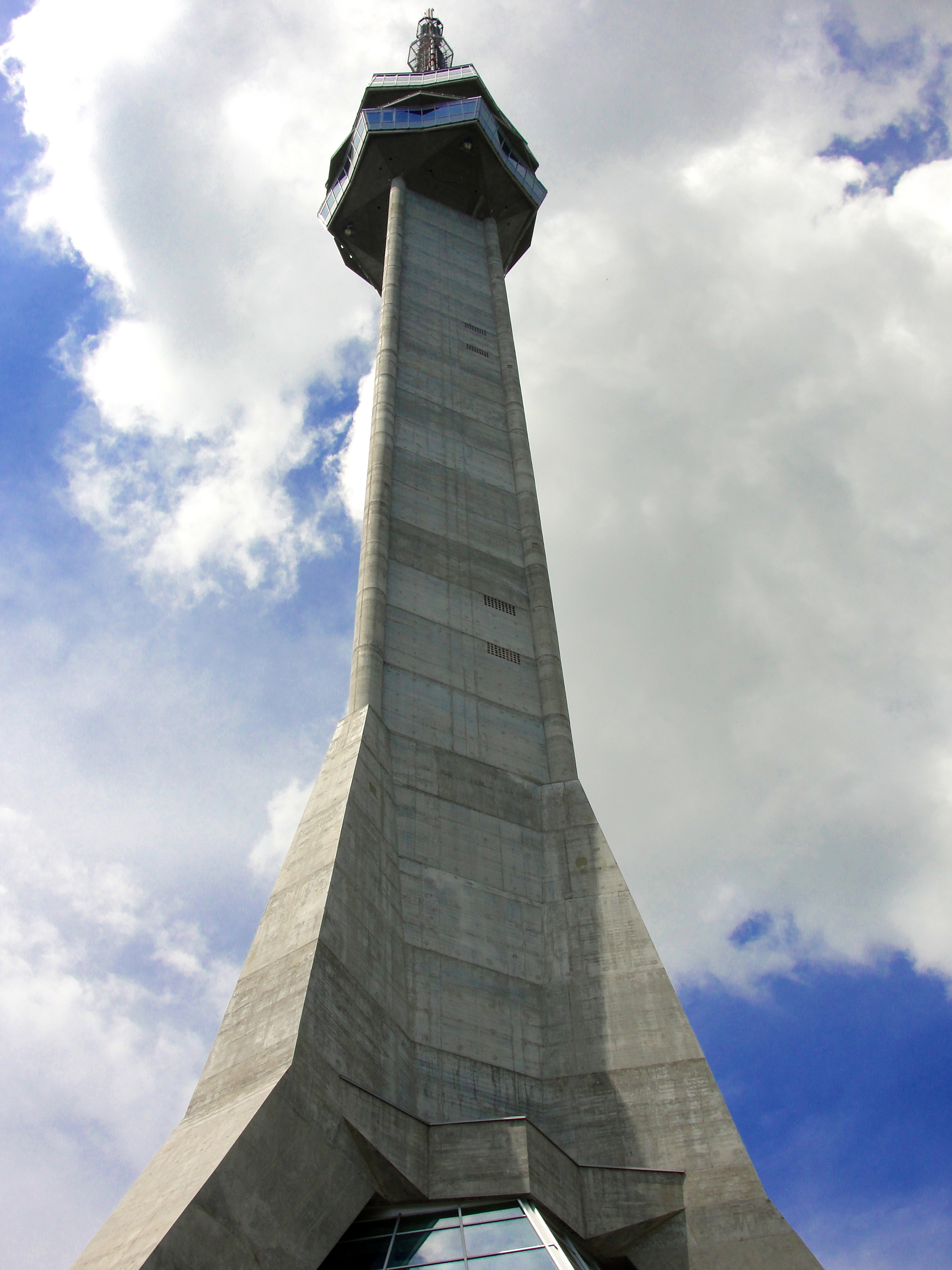
La tour de télévision du mont Avala
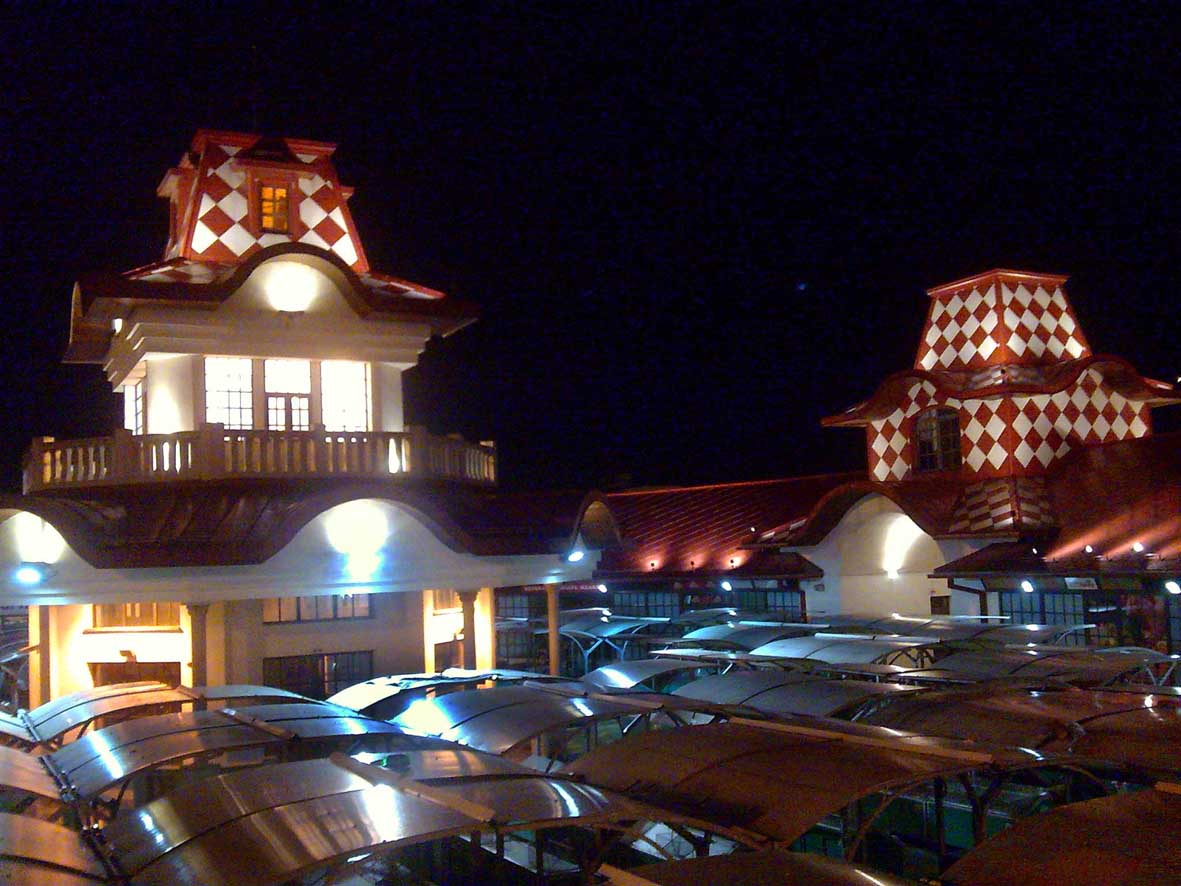
Le marché de Zeleni venac, la nuit
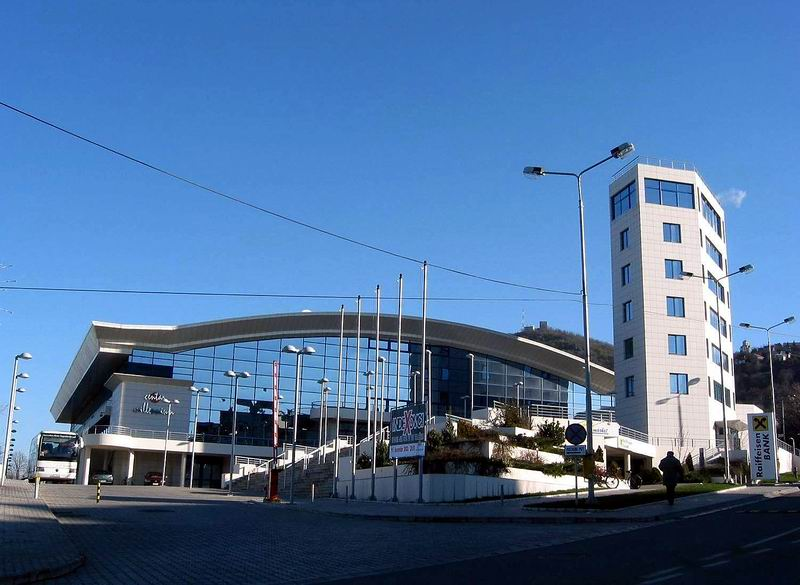
Le Centar Milenijum à Vršac
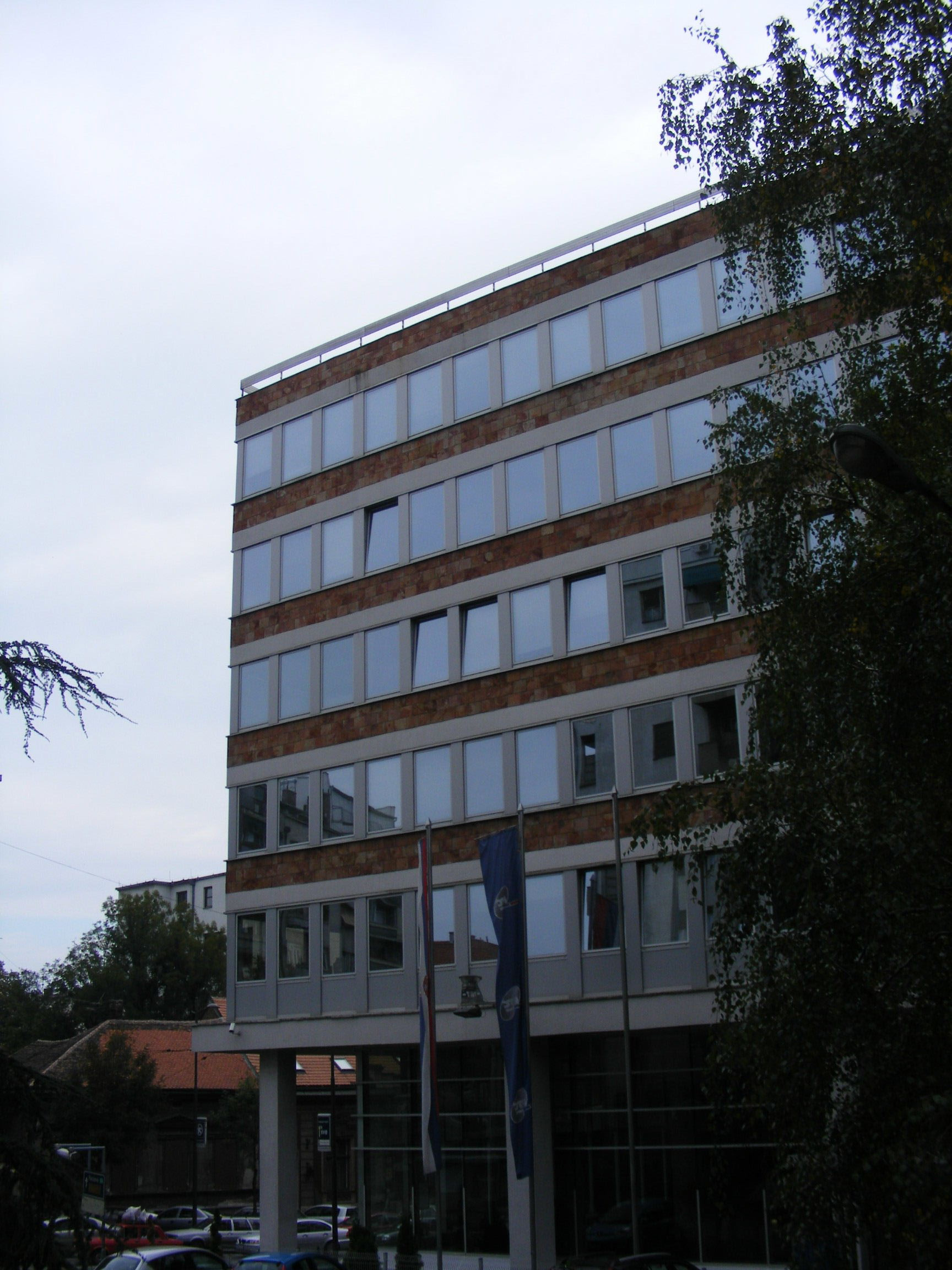
Le nouveau siège de la Radio Télévision de Serbie

Dans le domaine du génie civil, la société Ratko Mitrović a construit des ponts sur la route Golubac-Donji Milanovac, sur la rivière Lepenica et elle participe à la réalisation du périphérique de Belgrade.
La holding inclut des entreprises opérant dans le commerce et la production de matériaux. Parmi ses filiales, on peut citer la société Ratko Mitrović Mehanizacija, qui fabrique toutes sortes de machines destinées à la construction comme des bulldozers, des excavateurs, des pelleteuses, des rouleaux compresseurs, des grues, des camions-grue etc., assurant également l'entretien et la réparation de ces engins ; elle fabrique également du béton.

## Données boursières
Le 20 juin 2013, l'action de Ratko Mitrović Beograd valait 169 RSD (1,47 EUR). Elle a connu son cours le plus élevé, soit 2 399 RSD (20,90 EUR), le 3 février 2005 et son cours le plus bas, soit 169 RSD (1,47 EUR), le 19 avril 2013.
Le capital de Ratko Mitrović Beograd est détenu à hauteur de 55,64 % par des personnes physiques et à hauteur de 37,85 % par des entités juridiques, dont 31,59 % par Ratko Mitrović Dedinje d.o.o..